# 莱兹河畔蒙费里耶
莱兹河畔蒙费里耶（法語：Montferrier-sur-Lez，法語發音：[mɔ̃fɛʁje syʁ lɛz] ⓘ）是法国埃罗省的一个市镇，位于该省东部，蒙彼利埃市区以北，属于蒙彼利埃区。

## 地理
莱兹河畔蒙费里耶（43°40'7"N, 3°51'26"E）面积7.7 平方千米，位于法国奧克西塔尼大區埃罗省，该省份为法国南部沿海省份，南濒地中海，西南接奥德省，西北接塔恩省和阿韦龙省，东北与加尔省接壤。
与莱兹河畔蒙费里耶接壤的市镇（或旧市镇、城区）包括：克拉皮耶、蒙彼利埃、普拉德勒莱兹、滨河圣克莱芒。

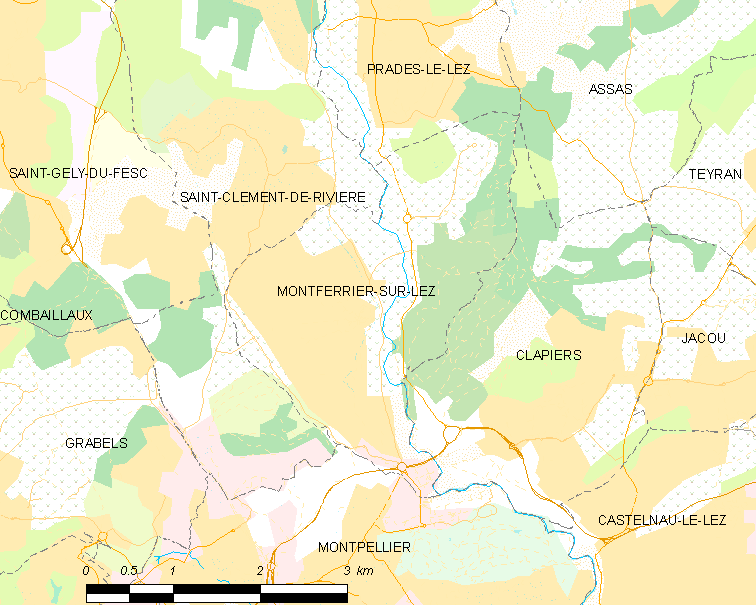
莱兹河畔蒙费里耶的OSM定位图

莱兹河畔蒙费里耶的时区为UTC+01:00、UTC+02:00（夏令时）。

## 行政
莱兹河畔蒙费里耶的邮政编码为34980，INSEE市镇编码为34169。

## 政治
莱兹河畔蒙费里耶所属的省级选区为蒙彼利埃-卡斯泰尔诺勒莱兹县。

## 人口

1962-2008年间莱兹河畔蒙费里耶人口变化图示

莱兹河畔蒙费里耶于2022年1月1日时的人口数量为4117人。